# Rejon wierchnieusłoński
Rejon wierchnieusłonski (ros. Верхнеусло́нский райо́н, tatar. Югары Ослан районы) – rejon w należącej do Rosji autonomicznej republice Tatarstanu.
Rejon leży w północno-zachodniej części kraju, jego ośrodkiem administracyjnym jest wieś Wierchnij Usłon. Według danych na rok 2020 rejon zamieszkiwało 15 935 osób, a gęstość zaludnienia wyniosła 11,61 os./km2, z czego 405 osób mieszkało na obszarach miejskich, a 15 530 na obszarach wiejskich. Ponad 67% populacji stanowią Rosjanie natomiast pozostałe 33% Tatarzy.

## Geografia
Rejon wierchnieusłonski graniczy od północy i północnego-zachodu z rejonem zielenodolskim, na południu i południowym-zachodzie z rejonami kamsko-ustińskim, apastowskim oraz kabickim, na wschodzie przez dział wodny rzeki Wołgi – z rejonem łaiszewskim oraz miastem Kazań.
Powierzchnia rejonu wynosi 1373 km2.

## Galeria

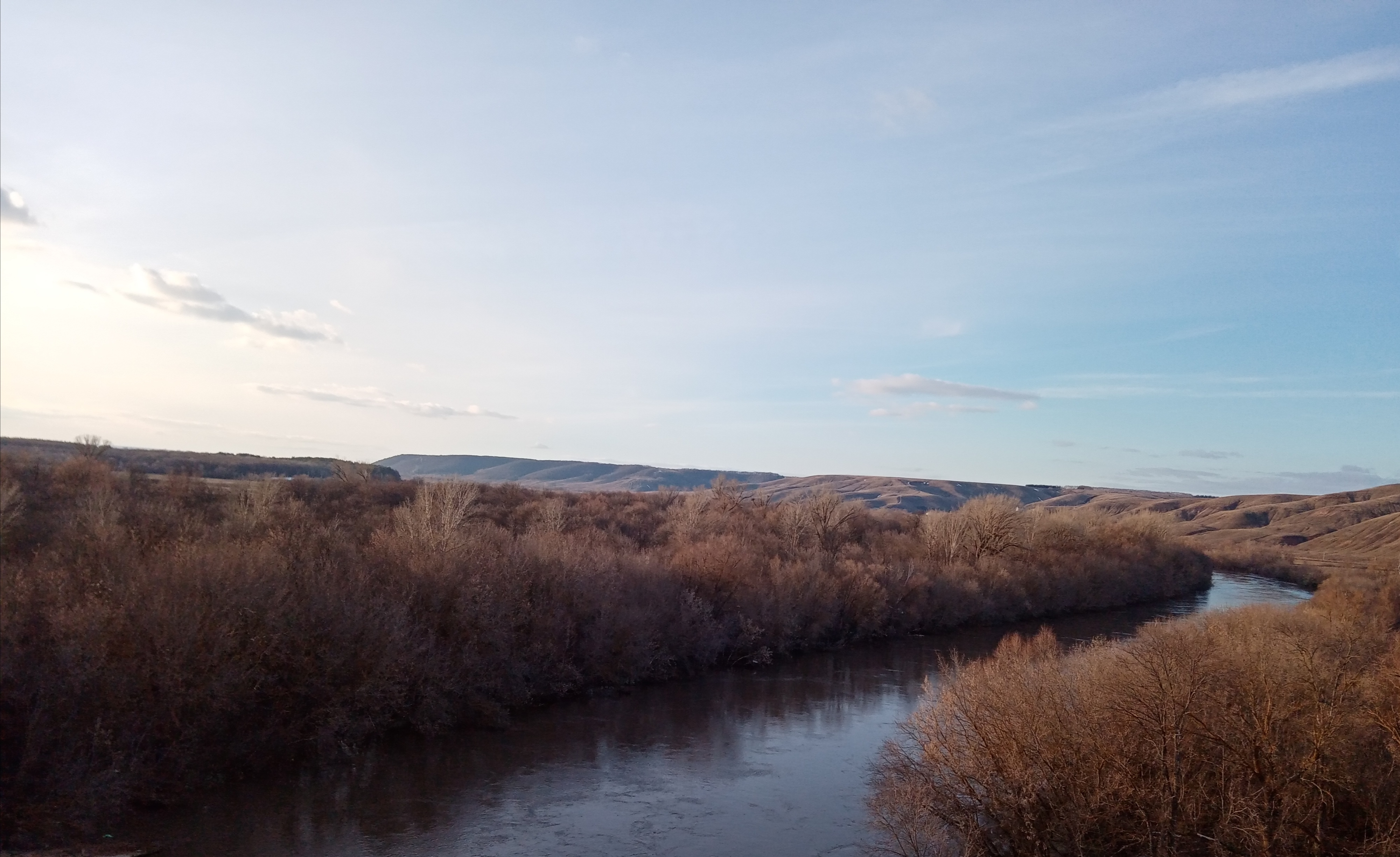
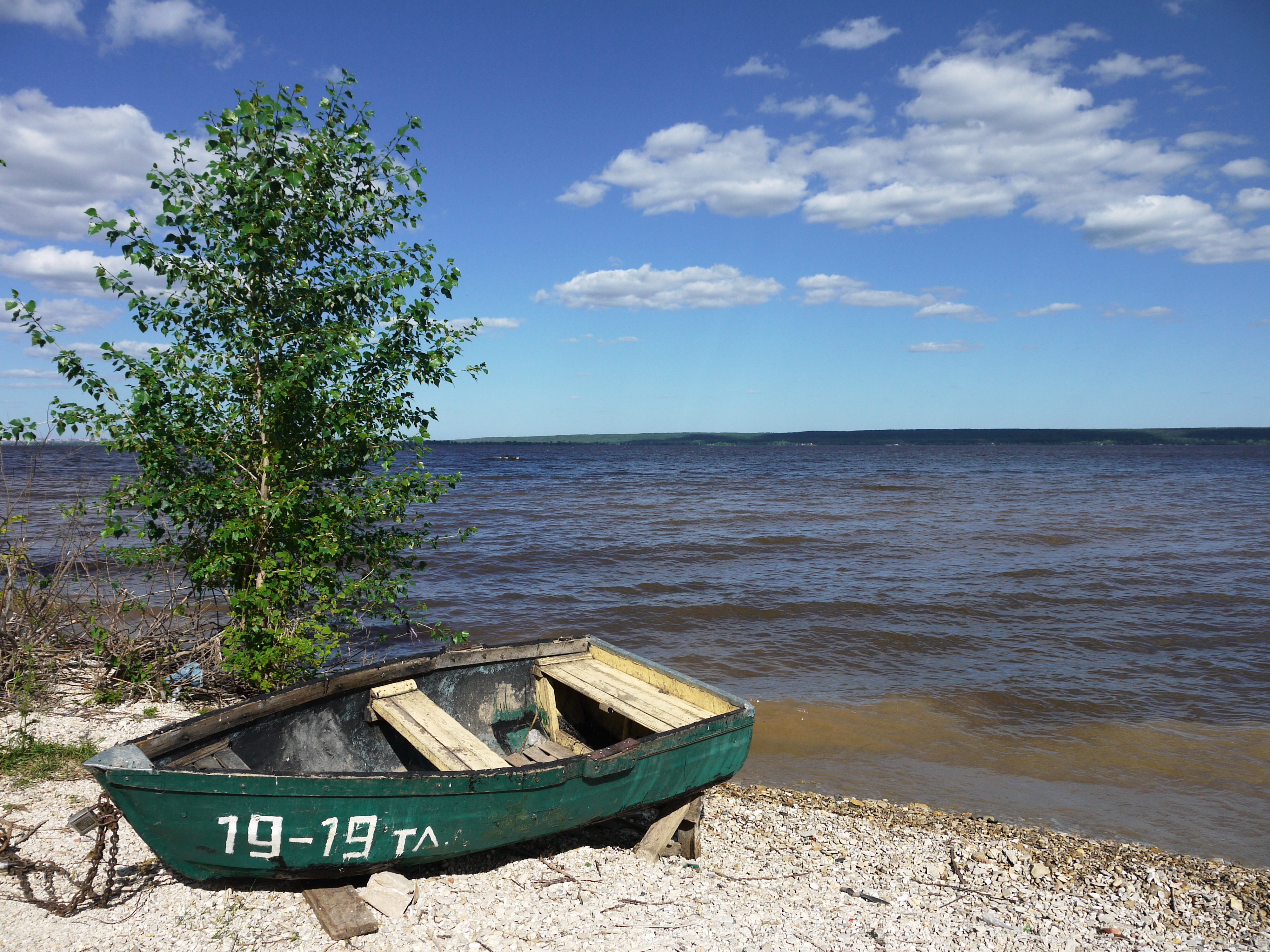
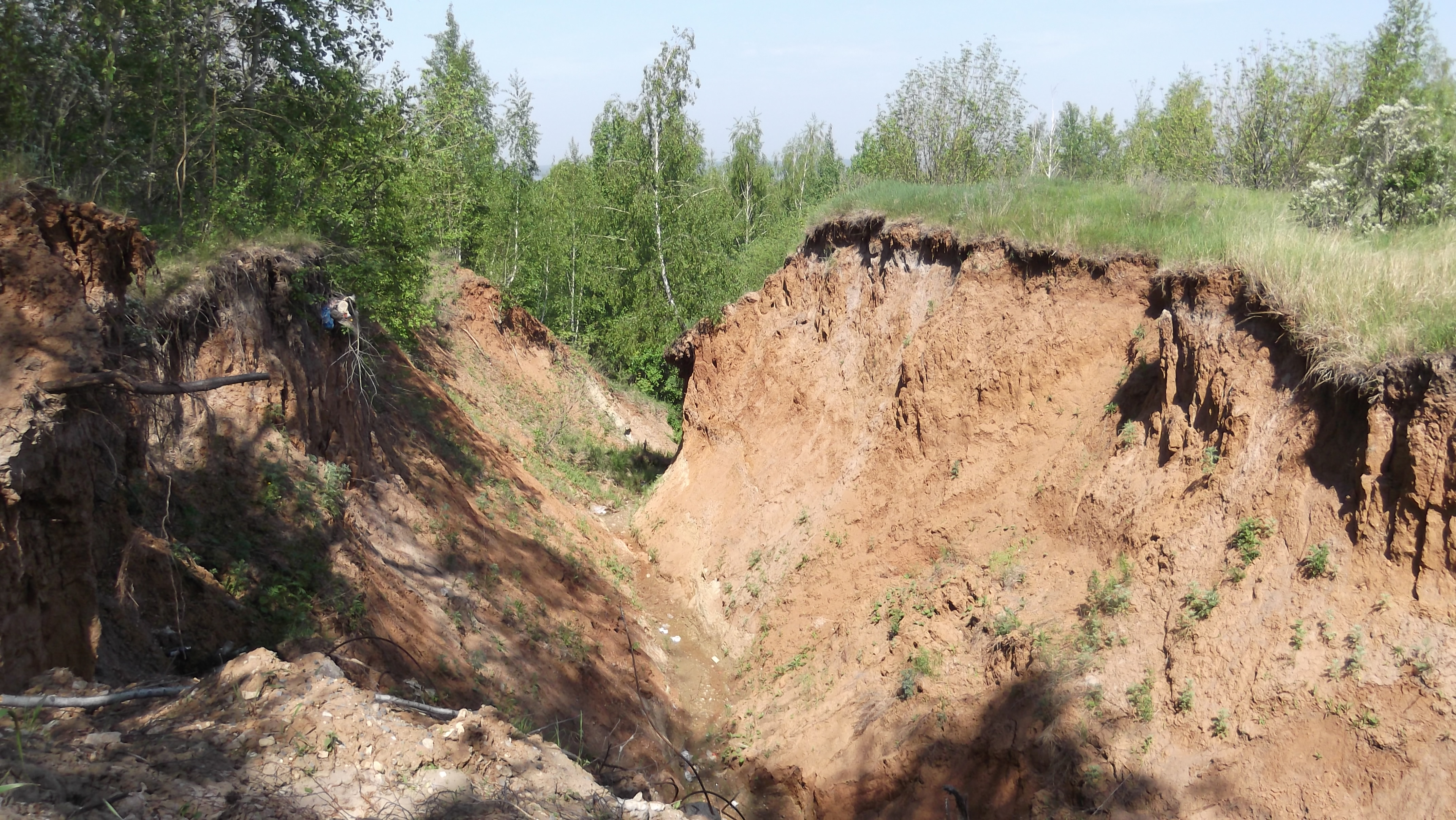
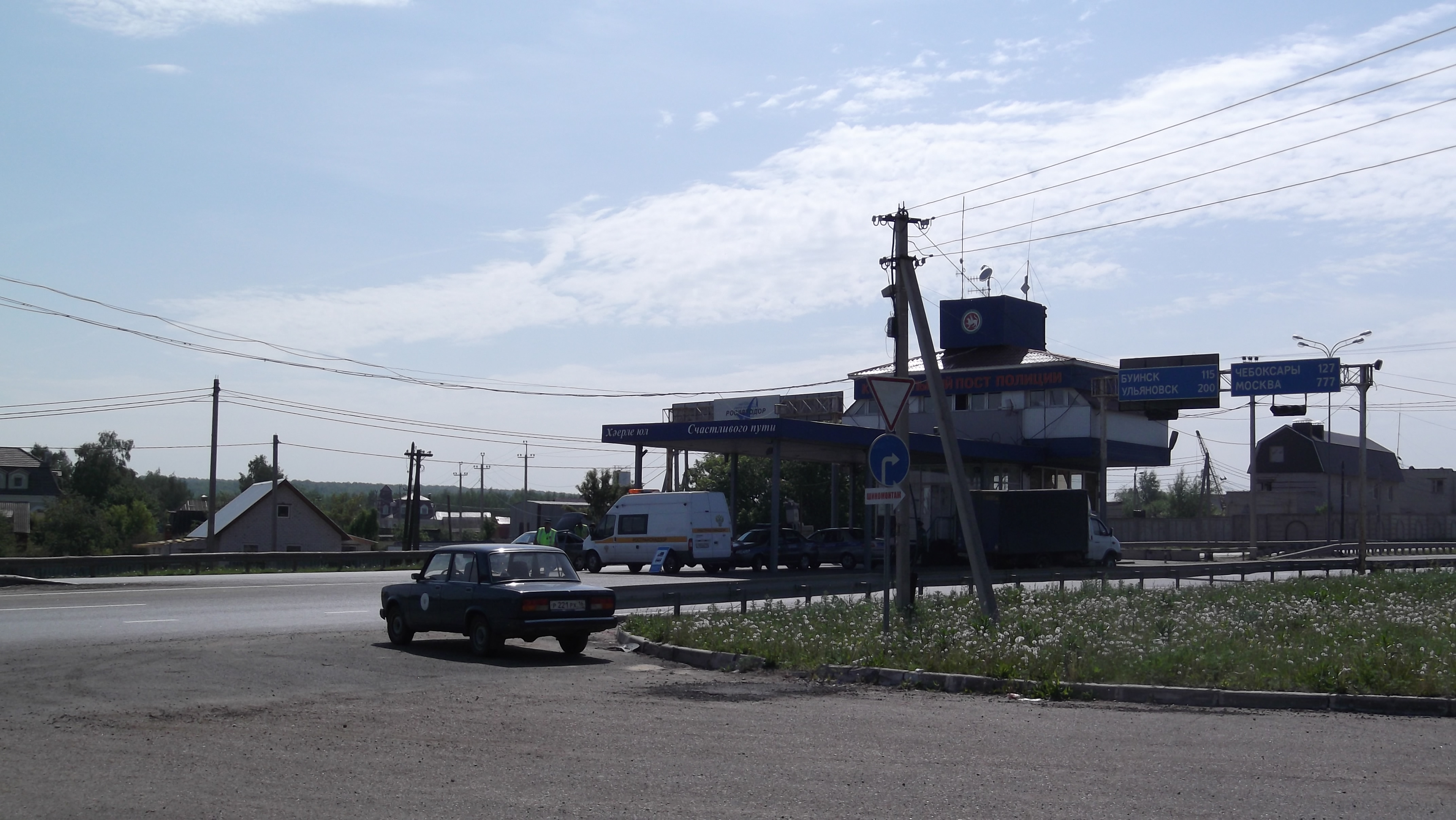